# Sectio chirurgica
Die Sectio chirurgica ist eine Live-Sendung des Anatomischen Instituts der Universität Tübingen, die seit dem Wintersemester 2008/09 produziert wird. Hierbei werden in realitätsnahen Live-OPs an Körperspendern verschiedene Krankheitsbilder im interdisziplinären Dialog aus Anatomie, Chirurgie, Radiologie und weiteren medizinischen Fachbereichen behandelt. Alle Folgen sind für medizinisches Fachpublikum auf einer Website abrufbar.

## Konzept
An Körperspendern demonstrieren Experten aus den jeweiligen medizinischen Disziplinen charakteristische Operationstechniken. Hierbei stehen sie im Dialog mit Radiologen und Anatomen, die aus einem Fernsehstudio die Operation kommentieren und anatomische sowie radiologische Hintergrundinformationen liefern. Weitere Disziplinen wie Anästhesie, Schmerzmedizin oder Physiotherapie sind je nach Krankheitsbild ebenfalls beteiligt. Die Sectio chirurgica bildet damit die in der Approbationsordnung für Ärzte vorgeschriebene Verbindung aus Vorklinik und Klinik.

## Umsetzung
Die Folgen entstehen in der Neuen Anatomie des Anatomischen Instituts der Universität Tübingen.

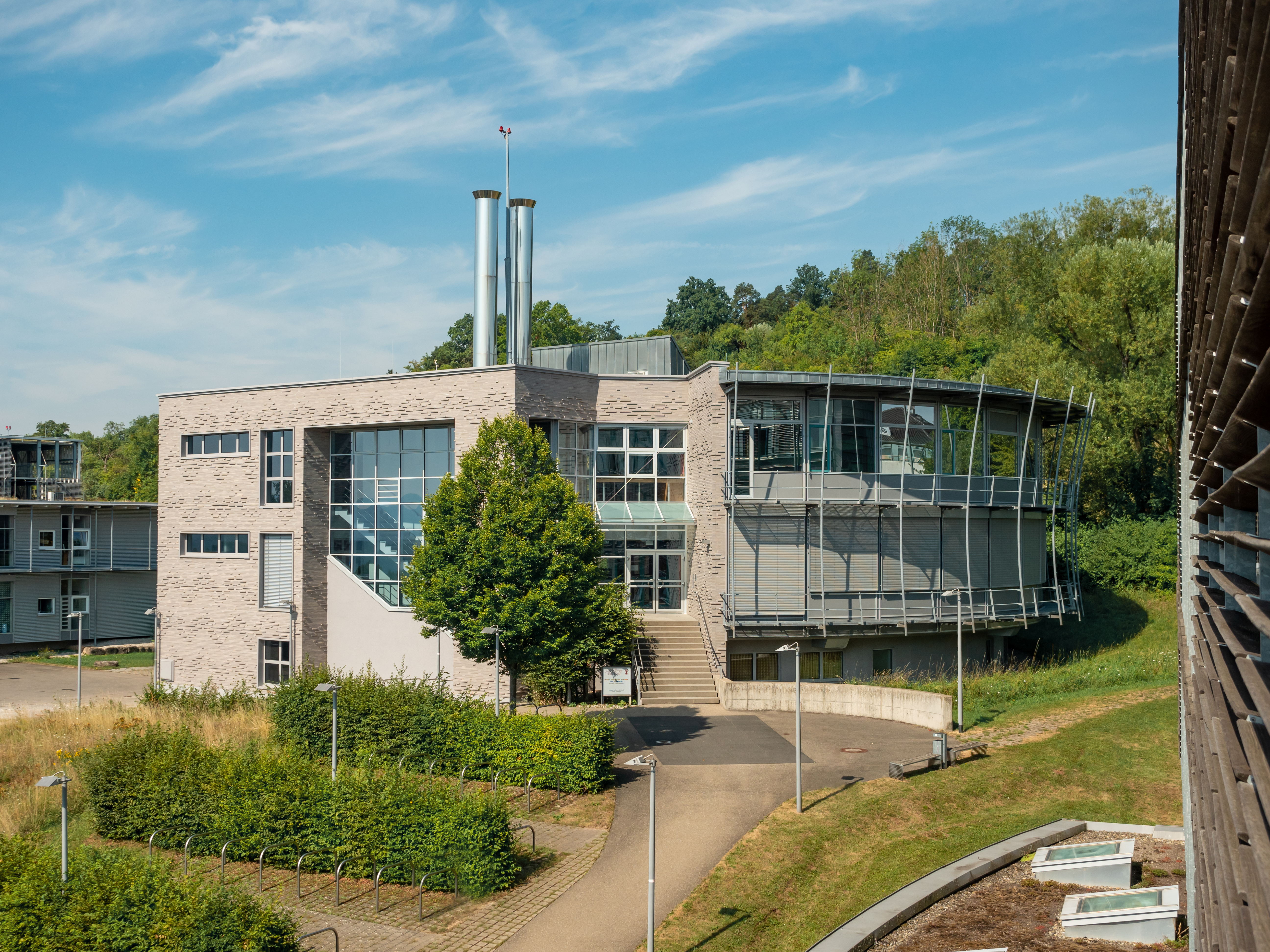
Die Neue Anatomie des Anatomischen Instituts der Medizinischen Fakultät Tübingen auf dem Schnarrenberg

Hier gibt es neben  voll ausgestatteten, jedoch nicht sterilen, OP-Sälen ein Green-Screen-Studio sowie mehrere Regieräume und Platz für Live-Zuschauer. Betreut wird das Projekt zum einen von den Mitarbeitern des Anatomischen Instituts, zum anderen von Studierenden der Humanmedizin. Leiter sowie Moderator der Sectio chirurgica ist Bernhard Hirt, der Leiter der Klinischen Anatomie.
Die Folgen werden live auf der Internetseite der Sectio chirurgica gestreamt. Der Zugang zum Live-Stream ist nur für Personen aus dem medizinischen Bereich möglich. Es besteht auch die Möglichkeit für andere Universitäten, eigene Hörsäle für den Live-Stream anzumelden.
Alle Folgen werden neben dem deutschen Originalton auch live mit englischen Übersetzungen angeboten. Im Sommersemester 2019 werden einige Folgen in Kooperation mit der Fudan-Universität Shanghai gestaltet. Daher werden diese Folgen auf Englisch produziert und live auf Chinesisch übersetzt.

## Veröffentlichung & Resonanz
Im Wintersemester 2022/23 läuft die 19. Staffel mit mehreren Folgen. Für das Jahr 2023 sind weitere Staffeln geplant.
Die Veranstaltung wurde 2009 mit dem Lehrpreis der Medizinischen Fakultät der Universität Tübingen ausgezeichnet. 2015 erhielt das Projekt die Auszeichnung „Ausgezeichnete Orte im Land der Ideen“. Außerdem erhielt Bernhard Hirt im Jahr 2018 den Anton-Waldeyer-Preis der Anatomischen Gesellschaft für das Konzept der Sectio chirurgica.